# Dunama ibn Umme
Dunama ibn Umme fue un prominente mai (rey) del Imperio Kanem-Bornu hacia finales del siglo XI.

## Biografía
Dunama era hijo de su predecesor el rey Hume o Umme, y de una mujer de nombre Kinta del clan Buram del pueblo de Tubu. De acuerdo a la tradición de la corte de la dinastía Dinastía Sefuwa, Dunama disfrutó de mayor prestigio y riqueza que cualquiera de sus predecesores con caballos numerando los cien millares y un ejército de ciento veinte mil soldados, aunque dichas figuras se consideran como exageraciones de los cronistas.
La misma tradición señala que el mai era un hombre de gran devoción por el islam, realizando el peregrinaje Hach en dos ocasiones. En ambos viajes dejó 300 esclavos en Egipto como señal de opulencia.
En su tercera peregrinación fue traicionado por sus guía egipcios, que temían que el mai pudiera lanzar alguna acción militar contra su país. Sabotearon el navío con el que viajaba, causando que se hundiera en el Mar Rojo, dando fin al largo reinado de cincuenta y cinco años del rey.
Palmer cuestionó la veracidad de esta historia argumentando que el islam probablemente no se convertiría en la religión oficial de la corte de Kanem hasta el reinado de Dunama Dibbalemi en el siglo XIII.